# Jebero
Le jebero (ou shiwilu, xihuila, xebero) est une langue cahuapanane parlée en Amazonie péruvienne dans le département de Loreto.
La langue est menacée car elle n'est plus parlée que par une partie des Jebero (es).

## Phonologie

### Voyelles
|         | Antérieure | Centrale | Postérieure |
| ------- | ---------- | -------- | ----------- |
| Fermée  | i [i]      | e [ɨ]    | u [u]       |
| Ouverte |            | a [a]    |             |

### Consonnes
|               |               | Bilabiale | Alvéolaire | Latérale | Palatale | Vélaire | Glottale |
| ------------- | ------------- | --------- | ---------- | -------- | -------- | ------- | -------- |
| Occlusives    | Occlusives    | p [p]     | t [t]      |          |          | k [k]   | ʔ [ʔ]    |
| Fricative     | Sourde        |           | s [s]      |          | sh [ʃ]   |         | h [h]    |
| Fricative     | Sonore        |           | d [ð]      |          |          |         |          |
| Affriquées    | Affriquées    |           |            |          | ch [t͡ʃ]  |         |          |
| Nasale        | Nasale        | m [m]     | n [n]      |          | ñ [ɲ]    |         |          |
| Liquide       | Liquide       |           |            | l [l]    | ll [ʎ]   |         |          |
| Semi-voyelles | Semi-voyelles | w [w]     |            |          | y [j]    |         |          |